# ويليام فليتشير ويلد
ويليام فليتشير ويلد (بالإنجليزية: William Fletcher Weld)‏ هو شخصية أعمال أمريكي، ولد في 15 أبريل 1800 في Roxbury, Boston ‏ في الولايات المتحدة، وتوفي في 12 ديسمبر 1881 في فيلادلفيا في الولايات المتحدة.